# Neocheiridium africanum
Neocheiridium africanum är en spindeldjursart som beskrevs av Volker Mahnert 1982. Neocheiridium africanum ingår i släktet Neocheiridium och familjen dvärgklokrypare. Inga underarter finns listade i Catalogue of Life.